# (73586) 4141 T-1
(73586) 4141 T-1 – planetoida z pasa głównego asteroid okrążająca Słońce w ciągu 3,78 lat w średniej odległości 2,42 j.a. Odkryta 26 marca 1971 roku.